# Bombardier Global 7000
Bombardier Global 7000 in Global 8000 sta  dvomotorni reaktivni poslovni letali z dolgim dosegom, ki jih trenutno razvija kanadski Bombardier Aerospace.
Global 7000 bo imel potovalno hitrost do Mach 0,90 in dolet okrog 13500 kilometrov. Poganjala ga bosta dva nova turbofana General Electric Passport, vsak s 16500 lbf (73 kN) potiska. Global 8000 bo imel dolet okrog 14600 kilometrov. 
Oba modela sta zbrala do leta 2014 62 naročil. Global 7000 naj bi vstopil v uporabo leta 2016, Global 8000 pa leta 2017.

## Specifikacije (Global 7000)
Podatki iz Bombardier
Splošne karakteristike
- Posadka: 2-4
- Število sedežev: 10-19 potnikov
- Dolžina: 111 ft 2 in (33,8 m)
- Razpon kril: 104 ft 0 in (31,7 m)
- Višina: 27,0 ft (8,2 m)
- Pogon letala: 2 × General Electric Passport turbofana, 16500 lbf (73,4 kN) vsak
- DOlžina kabine: 54 ft 7 in (16,69 m)
- Širina kabine: 8 ft 2 in (2,49 m)
- Širina kabine (tla): 6 ft 11 in (2,11 m)
- Višina kabine: 6,25 ft (1,91 m)
- Skupni volumen kabine 2637 ft³ (75,67 m³)

 Zmogljivost 
- Maks. hitrost: Mach 0,90 (516 vozlov, 955 km/h)
- Potovalna hitrost: Mach .85 (487 vozlov, 902 km/h)
- Doseg: 7300 nmi (13520 km)
- Višina leta: 51000 ft (15545 m)
- Tipična operativna teža: 56800 lb (25764 kg)
- Maks. teža za taksiranje: 106500 lb (48308 kg)
- Maks. vzletna teža: 106250 lb (48194 kg)
- Maks. teža brez goriva: 62500 lb (28350 kg)
- Maks. teža goriva: 47450 lb (21523 kg)
- Vzletna razdalja (balansiranam SL, MSA, MTOW): 5950 ft (1814 m)
- Pristajalna razdalja (SL, ISA, MLW): 2810 ft (856 m)

Letalska elektronika

- Bombardier Vision kokpit
- Head-Up Display System (HUD), Enhanced Vision System (EVS) in Synthetic Vision System (SVS)
- Graphical Flight Planning
- Vremenski radar z možnostjo detekcije strižnega vetra